# 永乐 (张遇贤)
永乐（942年七月—943年十月）或作长乐，是南汉时广东循州农民起事领袖张遇贤的年号，共计2年。

## 纪年對照表
| 永乐 | 元年  | 二年  |
| ---- | ----- | ----- |
| 公元 | 942年 | 943年 |
| 干支 | 壬寅  | 癸卯  |

## 同期存在的其他政权年号
- 中國
  - 天福（936年－944年）：後晉—石敬瑭之年號
  - 昇元（937年－943年）：南唐—李昪之年號
  - 保大（943年－957年）：南唐—李璟之年號
  - 永隆（939年－943年）：閩—王延羲之年號
  - 天德（943年－945年）：殷—王延政之年號
  - 光天（942年－943年）：南漢—劉玢之年號
  - 應乾（943年）：南漢—劉晟之年號
  - 廣政（938年－965年）：後蜀—孟昶之年號
  - 會同（938年－947年）：契丹—耶律德光之年號
  - 同慶（912年－966年）：于闐—尉遲烏僧波之年號
  - 文德（938年－944年）：大理—段思平之年號
- 日本
  - 天慶（938年－947年）：朱雀天皇、村上天皇之年号

## 深入閱讀
- 李崇智. . 北京: 中華書局. 2004年12月. ISBN 7101025129.

## 參看
- 中國年號索引
- 其他政权使用的永樂年号